# مارفين أنجلوس
مارفين أنجلوس (بالإيطالية: Marwin Angeles)‏ هو لاعب كرة قدم إيطالي في مركز الوسط، ولد في 9 يناير 1991 في البندقية في إيطاليا. شارك مع منتخب الفلبين تحت 23 سنة لكرة القدم ومنتخب الفلبين لكرة القدم. أما مع النوادي، فقد لعب مع نادي غلوبال ويونايتد سيتي.

## وصلات خارجية
- مارفين أنجلوس على موقع قاعدة بيانات كرة القدم.إي يو (الإنجليزية)
- مارفين أنجلوس على موقع قاعدة بيانات كرة القدم.إي يو (الإنجليزية)
- مارفين أنجلوس على موقع ناشيونال فوتبول تيمز (الإنجليزية)
- مارفين أنجلوس على موقع Soccerway.com (الإنجليزية)